# Bulbophyllum lewisense
Bulbophyllum lewisense là một loài phong lan thuộc chi Bulbophyllum.